# 暗戀

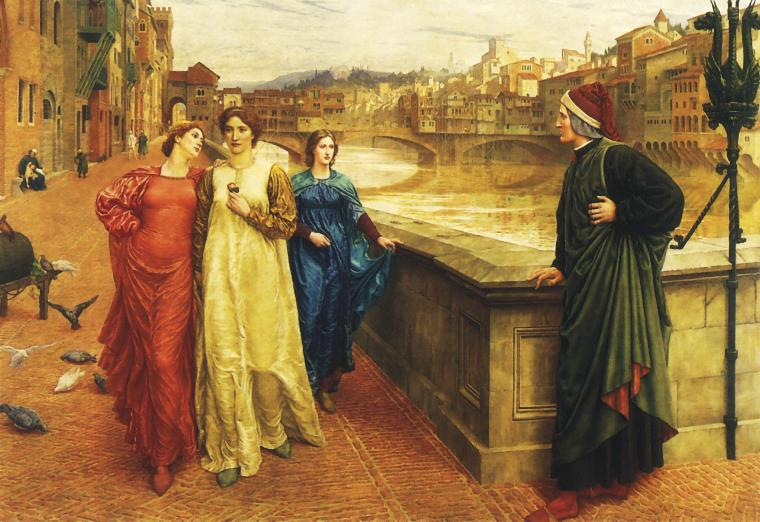
但丁曾暗戀過一少女貝緹麗彩（Beatrice）的靈魂，即畫中穿黃色衣服的女孩。但丁帶她遊歷天堂，寫成《神曲》三篇。

暗戀，即暗中思慕、愛戀，指對另一個人心存愛意或好感，但無法或尚未宣之於口。单恋或单相思（英語：unrequited love），即個人單方面的愛戀思慕，情況可二分：一是尚未表白，即屬暗戀；二是並非兩情相悅，或是表白未有回音。不表白的緣由因人而異，難以一概而論。

## 概述
没有表白，通常不外於膽怯、其中一方或雙方已有伴侶等原因。暗戀通常沒有回應，甚至被要求付出，故而比其他恋爱痛苦。通常认为暗恋者付出的比正常的恋情多出好几倍，而通常这种付出都不会获得回报。
Baumeister和Wotman曾經對單戀進行研究，發現此類關係雙方都是痛苦的，當然這種情況在每個人的經驗也可體會到。
暗戀的現象出現於廣泛的年齡層，不論是青年、少年、中年還是老年，但當中以青少年出現情況較多。同樣，暗戀的現象在男性與女性身上出現的機率相等。因為在青少年群中，暗戀出現的情況較多，所以在流行文化中，有不少以暗戀為題材的作品。
在英文語境中，單戀為「unrequited love」，即表示「沒有回報的愛」，反映著單戀者通常不會得到回報。單戀者通常在表白後被拒絕，無疾而終。

## 關於暗戀的作品
- 九把刀——《那些年，我們一起追的女孩》
- 托馬斯·曼——《威尼斯之死》

## 外部鏈接
- wikiHow - 如何吸引暗恋对象的注意
- wikiHow - 如何跟你暗恋的人聊天
- wikiHow - 如何邀请暗恋的人去约会
- wikiHow - 如何判断他是否暗恋你
- wikiHow - 如何向暗恋对象表白
- wikiHow - 如何在暗恋曝光后和他相处